# 馬寮監
馬寮監（めりょうげん）は、律令制において、馬寮を統轄する職で、左右馬寮の頭（長官）より上位にあった。令外官の1つ。

## 概要
藤原宮から出土される木簡の中には、単に「馬寮」と記されたものがあるが、これと馬寮監が同じものであるか否かは不明である。
史料における初出は『続日本紀』巻第五の和銅4年12月（712年1月）の
である。
坂本太郎は、これを天平勝宝8歳6月12日（756年）の孝謙天皇の東大寺宮宅田園施入勅、同年6月21日・7月26日の東大寺献物帳、天平宝字2年8月28日（760年）の造東大寺司解、同4年2月25日の造東大寺造仏注文などに記されている「左右馬監」と同一のものと見ており、左右馬寮の上位に位置し、両寮を統轄する令外の官職と見ている。
平安時代以後は、近衛大将の兼任とされ、鎌倉時代中期以後、西園寺家の世襲職となり、足利義満以後、征夷大将軍が兼職するようになった。